# Casal da Misarela

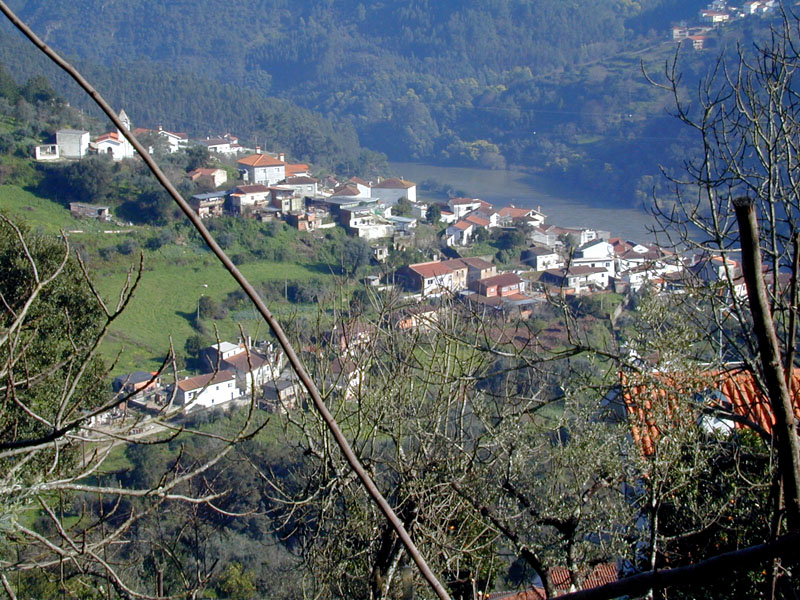
Casal da Misarela, Torres do Mondego, Coimbra

Casal da Misarela é um lugar semi-urbano, com algumas características rurais, da freguesia de Torres do Mondego, no Município Coimbra, Portugal. Esta povoação, que é banhada pelo Rio Mondego, possui uma agradável e relaxante praia fluvial denominada Praia fluvial de Palheiros e Zorro.
Deve-se o nome da povoação ao facto de os registos do séc. XVIII da população, mencionarem que "existia alí um casal muito pobre que mal conseguia sustentar e criar os filhos, pelo que pediram ajuda aos monges do Mosteiro de Santa Cruz de Coimbra para que os ajudassem na criação dos filhos". Tendo esse facto evoluído para o nome da povoação. Tem como padroeiros a Nossa Senhora da Guia e o São Bento, cuja festa em sua honra é realizada anualmente no terceiro Domingo de Outubro.Tem um grande pavilhão desportivo e recretivo, com uma associação de judo, ginástica e rancho, que enchem esta aldeia cheia de alegria.